# My Old Ass
My Old Ass è un film del 2024 diretto da Megan Park.

## Trama
Dopo aver ingerito dei funghi allucinogeni, la giovane Elliot si ritrova di fronte a se stessa all'età di 39 anni. Quando la sua versione adulta le fa degli avvertimenti, Elliot dovrà ripensare a quello che è della sua vita. 

## Distribuzione
Il film è stato distribuito sulla piattaforma Amazon Prime dal 13 novembre 2024.